# Cristatogobius
A Cristatogobius a csontos halak (Osteichthyes) főosztályának a sugarasúszójú halak (Actinopterygii) osztályába, ezen belül a sügéralakúak (Perciformes) rendjébe, a gébfélék (Gobiidae) családjába és a Gobiinae alcsaládjába tartozó nem.

## Rendszerezés
A nembe az alábbi 5 faj tartozik:
- Cristatogobius albius Chen, 1959
- Cristatogobius aurimaculatus Akihito & Meguro, 2000
- Cristatogobius lophius Herre, 1927 - típusfaj
- Cristatogobius nonatoae (Ablan, 1940)
- Cristatogobius rubripectoralis Akihito, Meguro & Sakamoto, 2003